# Adolf Gerteis
Adolf Gerteis (ur. 30 kwietnia 1886 we Fryburgu, zm. 27 stycznia 1957 we Frankfurcie nad Menem) – niemiecki inżynier i urzędnik kolejowy.

## Życiorys
Syn Adolfa (1843–1919), kupca i ślusarza, oraz Albertine (1844–1916). Studiował budownictwo kolejowe i drogowe na Technische Hochschule Hannover (1905-1910), uzyskując dyplom dyplomowanego inżyniera w 1911 r. Następnie przeszedł do pracy w kolejnictwie, pełniąc funkcję kierownika budowy w Dyrekcji Kolei w Essen (Eisenbahndirektion Essen). Brał udział w I wojnie światowej jako oficer frontowy (1914-1918). Po jej zakończeniu był asystentem naukowym, naczelnikiem wydziału konstrukcyjnego i pomocniczego w Dyrekcji Kolejowej we Frankfurcie nad Menem (Eisenbahndirektion Frankfurt am Main) (1920-1930), dyrektorem urzędu ruchu kolejowego w Arnstadt (Turyngia) (1931-1932), kierownikiem wydziału ds. statystyki w Centralnym Zarządzie Kolei Rzeszy w Berlinie (Reichsbahnzentralamt Berlin) (1932-1933), kierownikiem wydziału ds. rozkładu jazdy pociągów towarowych w Dyrekcji Kolei Rzeszy w Münster (Westfalia) (Reichsbahndirektion Münster) (1933-1934). W 1934 został powołany do zarządu spółki kolejowej Lübeck-Büchener Eisenbahngesellschaft. W 1936 r. wstąpił do NSDAP. Po jej nacjonalizacji powrócił do Dyrekcji Kolei w Essen jako kierownik ruchu i naczelnik wydziału (1938-).
Po wybuchu II wojny światowej został wiceprezesem i dyrektorem operacyjnym Dyrekcji Kolei w Łodzi (Eisenbahndirektion Lodz), a wkrótce potem Generalnej Dyrekcji Kolei Wschodniej w Krakowie (Generaldirektion der Ostbahn in Krakau – Gedob) gdzie następnie pełnił urząd prezydenta (1940-1945). Jednocześnie był zastępcą/prezydentem głównego wydziału kolei (Hauptabteilung Eisenbahnen) w rządzie Generalnego Gubernatorstwa. W tymże roku był też pełnomocnikiem ds. przewozów Ministra Transportu Rzeszy (Reichsverkehrsministerium).
Po zakończeniu działań wojennych odbudowywał kolej niemiecką w zachodnich sektorach, m.in. jako starszy dyrektor operacyjny Głównego Zarządu Operacyjnego Zachód w Bielefeld (Generalbetriebsleitung West) (1948-1949) i zastępca dyrektora generalnego Deutsche Bundesbahn (1950-1952), który w decydujący sposób przyczynił się do jej odbudowy. Od 1950 r. redagował czasopismo „Eisenbahntechnische Rundschau” (Kolejowy Przegląd Techniczny).